# Lisa (nome)
Lisa  è un nome proprio di persona italiano femminile.

## Varianti
- Composti: Annalisa, Lisanna, Marilisa

### Varianti in altre lingue
- Estone: Liisa[1], Liisu[1]
- Finlandese: Liisa[1], Liisi[1]
- Francese: Lise[2], Lysette[1]
- Frisone: Lys[3]
- Inglese: Lisa[1], Lise[2], Liza[4], Liz[1], Lizette[1], Leesa[1]
- Olandese: Lisa[1], Lies[1], Liese[1], Liesje[1]
- Russo: Лиза (Liza)[4]
- Lingue scandinave: Lisa[1], Lise[2], Lis[1]
- Tedesco: Lisa[1], Lies[1], Liesa[1], Liese[1], Liesel[1], Liesl[1]
- Ungherese: Liza[4]

## Origine e diffusione

Lisa Gherardini nella Gioconda

È un ipocoristico del nome proprio di persona Elisabetta (o delle sue varianti straniere), che deriva dall'ebraico אֱלִישֶׁבַע (Elisheva) col possibile significato di "il Signore è giuramento". Può anche rappresentare un'abbreviazione di Elisa che, oltre ad essere a sua volta un diminutivo di Elisabetta, può avere anche altre origini.
Il nome è molto noto per essere portato da Lisa Gherardini, la nobildonna raffigurata nel celeberrimo ritratto di Leonardo da Vinci, la Gioconda (o Monna Lisa).

## Onomastico
L'onomastico si può festeggiare lo stesso giorno di Elisabetta, cioè generalmente in memoria di santa Elisabetta madre del Battista, ricordata il 5 novembre.

## Persone

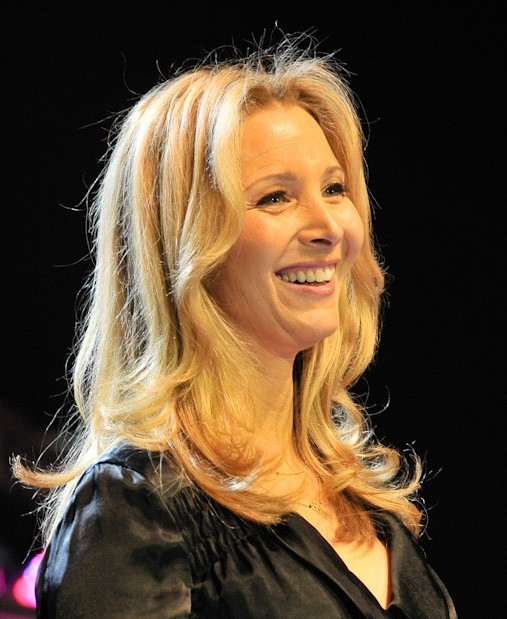
Lisa Kudrow

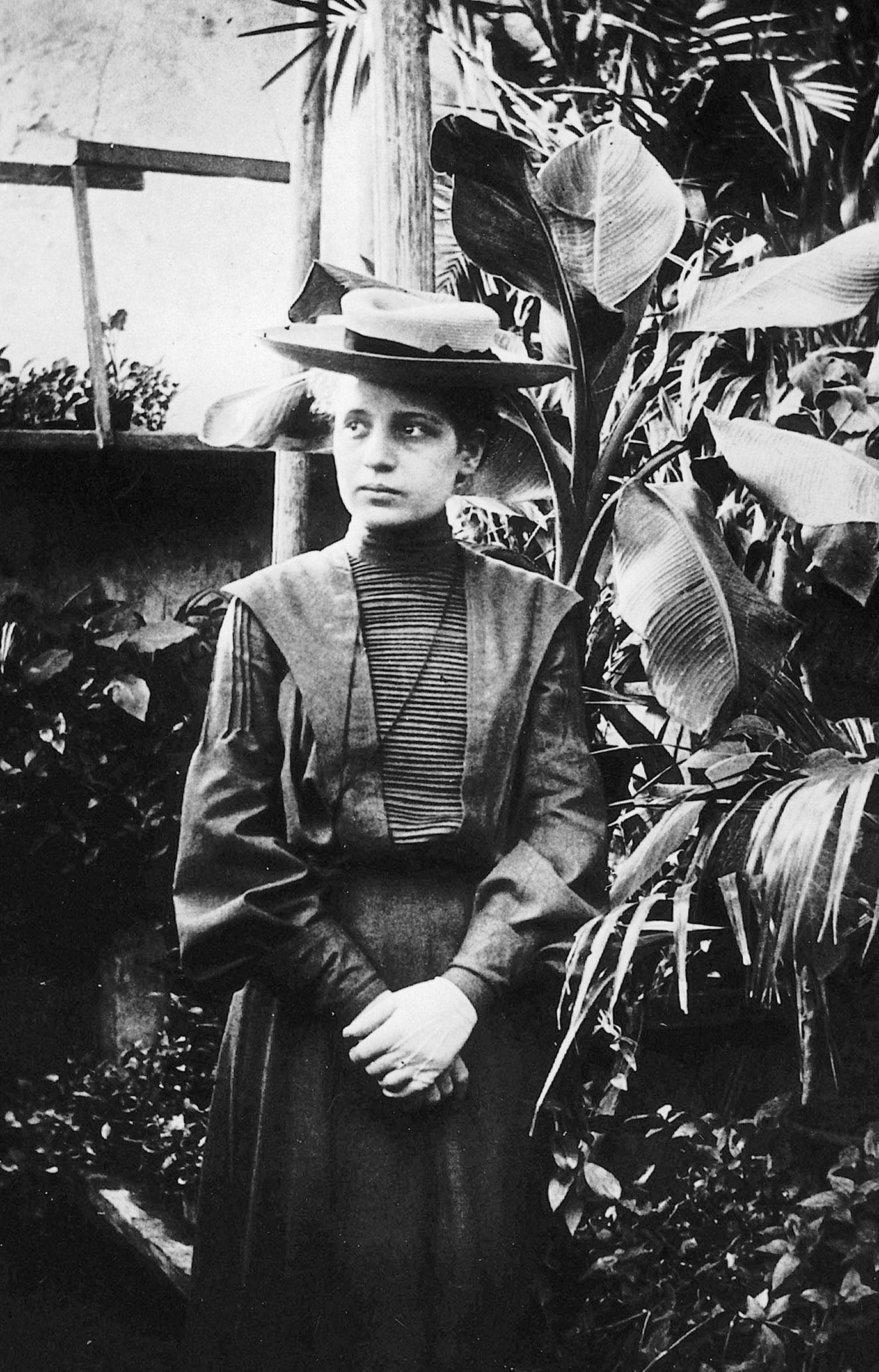
Lise Meitner

- Lisa Edelstein, attrice statunitense
- Lisa Fissneider, nuotatrice italiana
- Lisa Gastoni, attrice italiana
- Lisa Germano, cantautrice e polistrumentista statunitense
- Lisa Gerrard, cantante, musicista e compositrice australiana
- Lisa Gherardini, nobile italiana
- Lisa Kudrow, attrice statunitense
- Lisa Murkowski, politica e avvocato statunitense
- Lisa Marie Presley, cantautrice statunitense
- Lisa Randall, fisica statunitense
- Lisa Raymond, tennista statunitense
- Lisa J. Smith, scrittrice statunitense

### Variante Lise
- Lise de la Salle, pianista francese
- Lise Mackie, nuotatrice australiana
- Lise Meitner, fisica austriaca
- Lise-Marie Morerod, sciatrice alpina svizzera
- Lise Simms, cantante, attrice e ballerina statunitense
- Lise Van Hecke, pallavolista belga

### Variante Liza

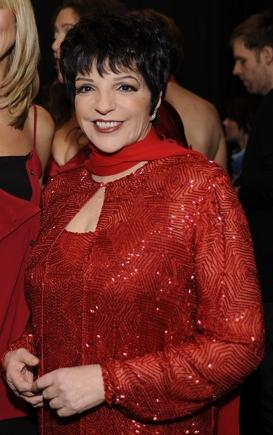
Liza Minnelli

- Liza Dalby, antropologa e scrittrice statunitense
- Liza Lapira, attrice statunitense
- Liza Marklund, scrittrice e giornalista svedese
- Liza Minnelli, attrice e cantante statunitense
- Liza Weil, attrice statunitense

### Variante Liz
- Liz Allen, scrittrice irlandese

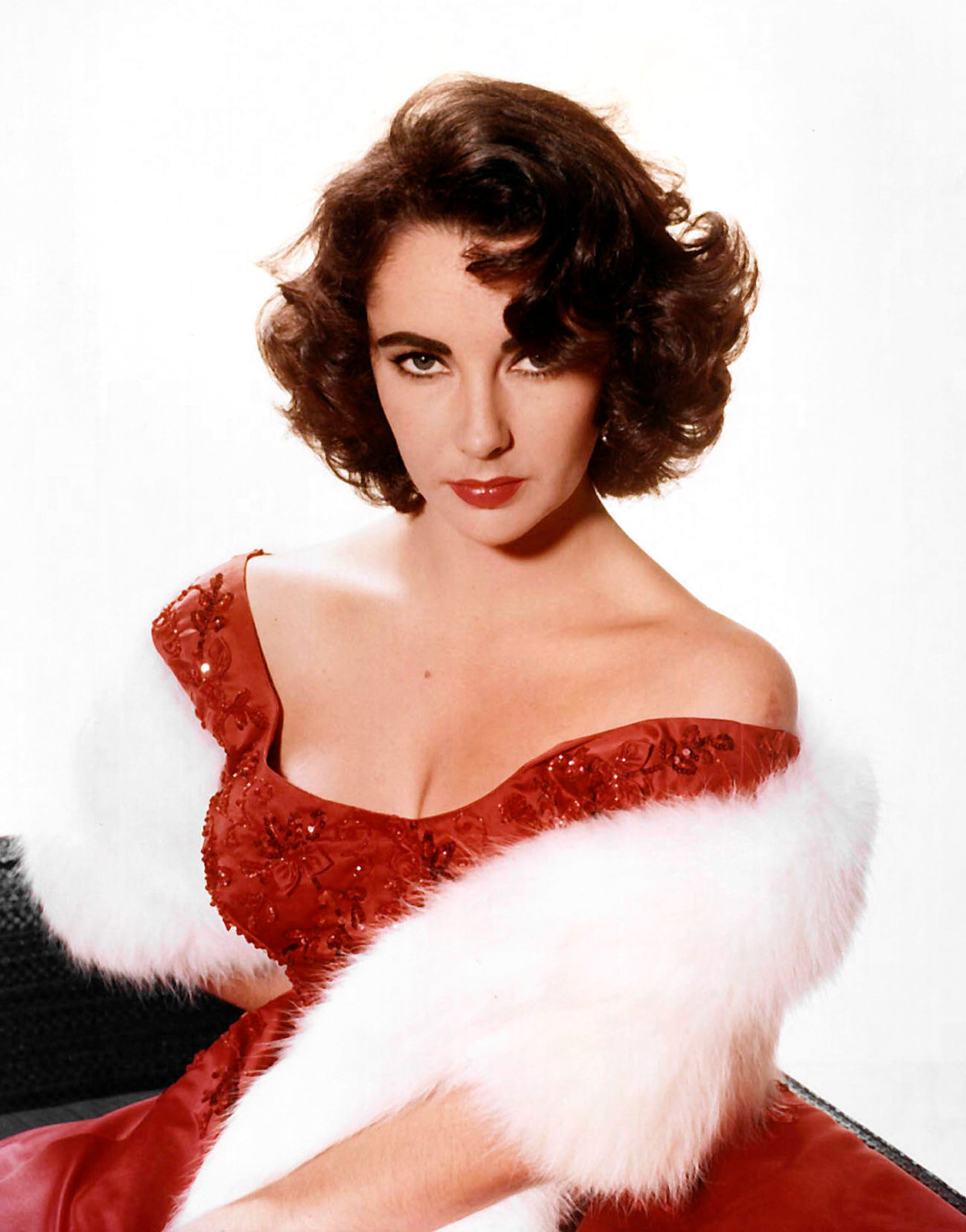
Liz Taylor

- Liz Callaway, doppiatrice e cantante statunitense
- Liz Cambage, cestista australiana
- Liz Claiborne, stilista belga
- Liz Greene, astrologa britannica
- Liz McColgan, atleta britannica
- Liz Phair, cantante, compositrice e chitarrista statunitense
- Liz Smith, attrice britannica
- Liz Solari, modella e attrice argentina
- Liz Taylor, attrice, imprenditrice e stilista britannica
- Liz Tiberis, editrice britannica
- Liz Torres, attrice e cantante statunitense
- Liz Weekes, pallanuotista australiana
- Liz White, attrice britannica

### Altre varianti
- Lis Ahlmann, designer danese
- Lys Assia, cantante svizzera

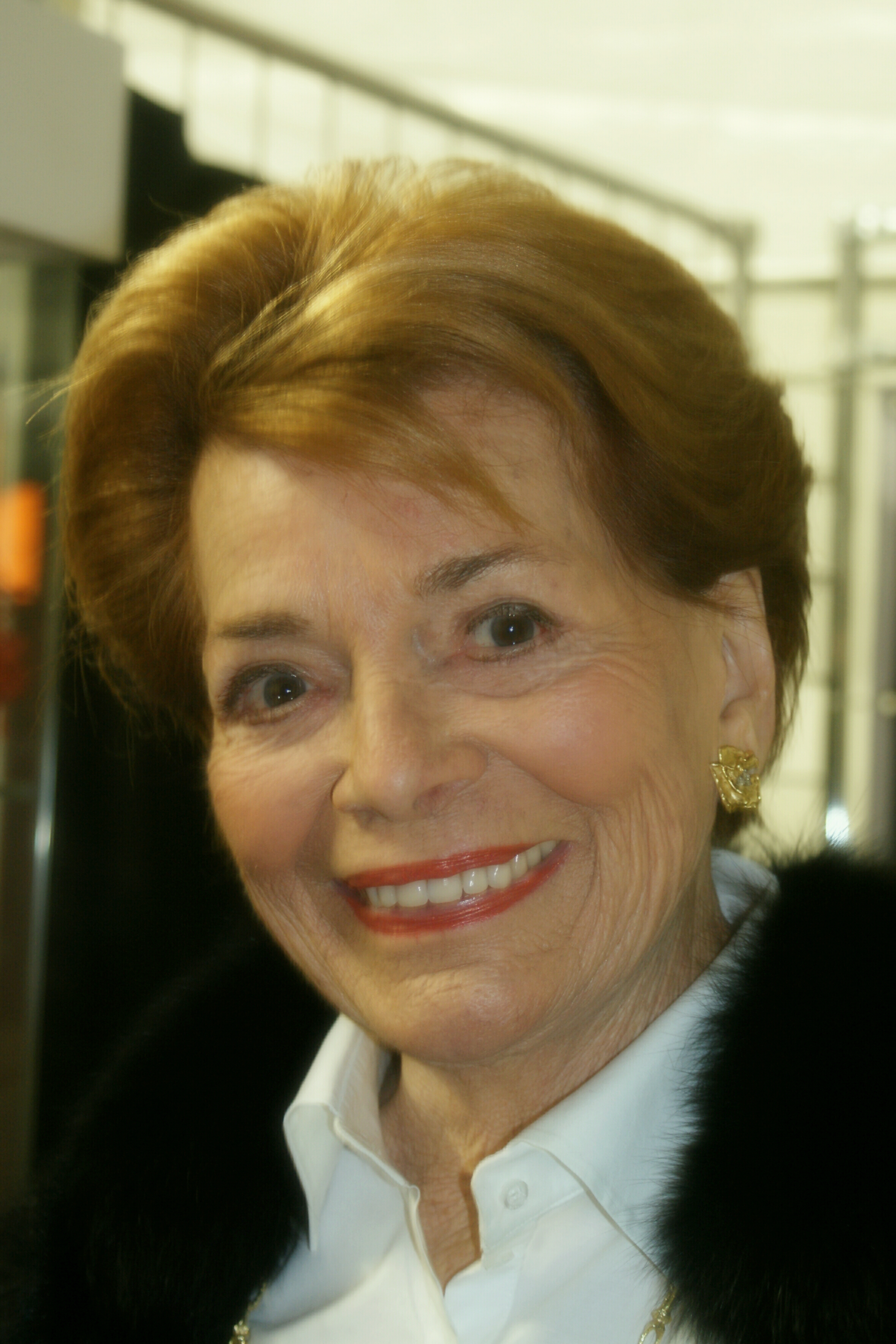
Lys Assia

- Liisi Beckmann, designer e artista finlandese
- Lis Hartel, cavallerizza danese
- Liesel Holler, modella peruviana
- Liesl Karlstadt, soubrette, attrice e cabarettista tedesca
- Lis Løwert, attrice danese
- Liisi Oterma, astronoma finlandese
- Liese Prokop, politica e atleta austriaca
- Liisa Savijarvi, sciatrice alpina canadese
- Liesel Westermann, atleta tedesca

## Il nome nelle arti

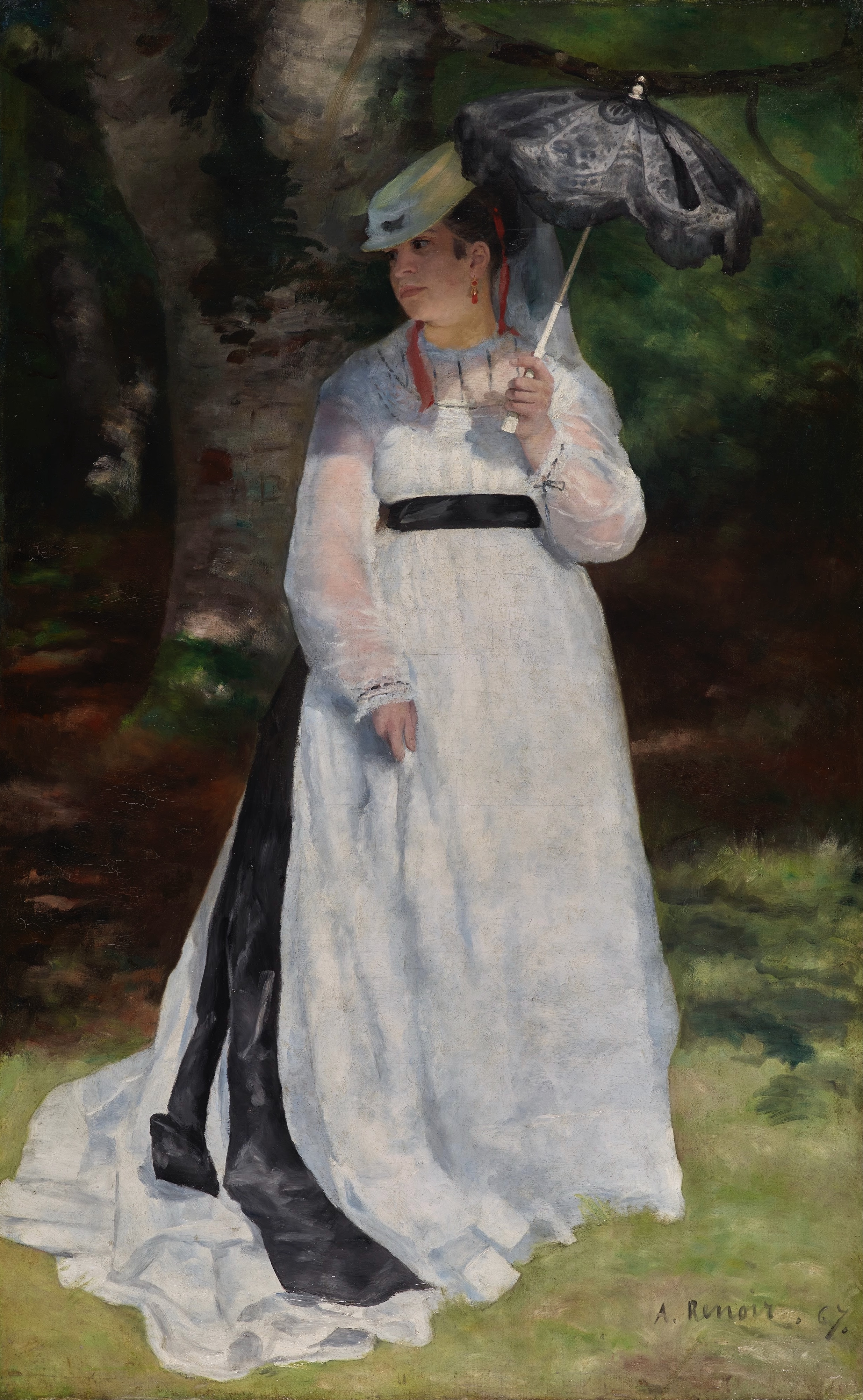
Lisa con ombrello

- Lisa è un personaggio del romanzo Gli indifferenti di Alberto Moravia.
- Liz Allan è un personaggio dei fumetti Marvel Comics.
- Lisa Bonelli è un personaggio della soap opera Vivere.
- Lisa Cuddy è un personaggio della serie televisiva Dr. House - Medical Division.
- Lisa Hayes è un personaggio della serie animata Fortezza superdimensionale Macross.
- Lisa Kirino è un personaggio della serie manga e anime Danguard.
- Liz Lemon è un personaggio della serie televisiva 30 Rock.
- Liz Parker è un personaggio della serie di romanzi Roswell High, creata da Melinda Metz, e della serie televisiva da essa tratta Roswell.
- Lisa Prandi è un personaggio del film del 1969 Lisa dagli occhi blu, diretto da Bruno Corbucci.
- Lisa è un personaggio del film Il pifferaio di Hamelin del 1972 diretto da Jaques Demy.
- Lisa Rowe è un personaggio del film del 1999 Ragazze interrotte, diretto da James Mangold.
- Lisa Puccini è un personaggio dell'opera di Boccaccio Decameron.
- Lisa Simpson è un personaggio della serie animata I Simpson.
- Lisa Trevor è un personaggio della serie di videogiochi Resident Evil.
- Lisa Turtle è un personaggio della serie televisiva Bayside School.
- Lisa Yadōmaru è un personaggio della serie manga e anime Bleach.
- Lisa con ombrello è un dipinto realizzato nel 1867 dal pittore francese Pierre-Auguste Renoir, che ritrae la modella Lise Tréhot.
- Lisa dagli occhi blu è il titolo di un successo musicale del 1969, cantato da Mario Tessuto.
- Lisa è una canzone interpretata da Stefano Sani al Festival di Sanremo 1982.
- Sad Lisa è il titolo di una canzone di Cat Stevens.
- Lisa è il titolo di una canzone dei Club Dogo.
- Liesel Meminger è un personaggio del romanzo Storia di una ladra di libri.
- Liz è un personaggio minore del manga Monster Musume, di razza uomo lucertola.
- Lisa è una canzone di Fabrizio Moro.
- Liesl Von Trapp è uno dei personaggi principali del film “Tutti insieme appassionatamente”
- Lisa è la protagonista femminile del cartone animato per bambini Floopaloo
- Lisa è un personaggio del film Afterlife of the Party.
- Lisa Loud è un personaggio della serie A casa dei Loud.